# Je suis Charlie

Slogan z oficjalnej strony gazety „Charlie Hebdo”

Je suis Charlie ([ʒə sɥi ʃaʁ.li]; tłum. Jestem Charlie) – francuski slogan, który został utworzony 7 stycznia 2015 roku po zamachu na redakcję gazety „Charlie Hebdo” w Paryżu we Francji, w którym zginęło 12 osób. Slogan jest formą solidarności z zamordowanymi osobami oraz wolnością słowa i wolnością prasy.
Po atakach na siedzibę redakcji oficjalną stronę internetową Charlie Hebdo wyłączono, a niedługo później włączono z powrotem z białym napisem „Je suis Charlie” na czarnym tle. Sam slogan po raz pierwszy użyto na Twitterze jako „#JeSuisCharlie” i „#IAmCharlie” i w bardzo szybkim czasie został spopularyzowany do tego stopnia, że został wykorzystany przez większość mediów mówiących o tragedii. W ciągu dwóch dni cytat stał się jednym z najpopularniejszych hashtagów w historii tej strony, gdzie pojawiał się 6500 razy na minutę. Do 9 stycznia pojawił się ok. 5 milionów razy.

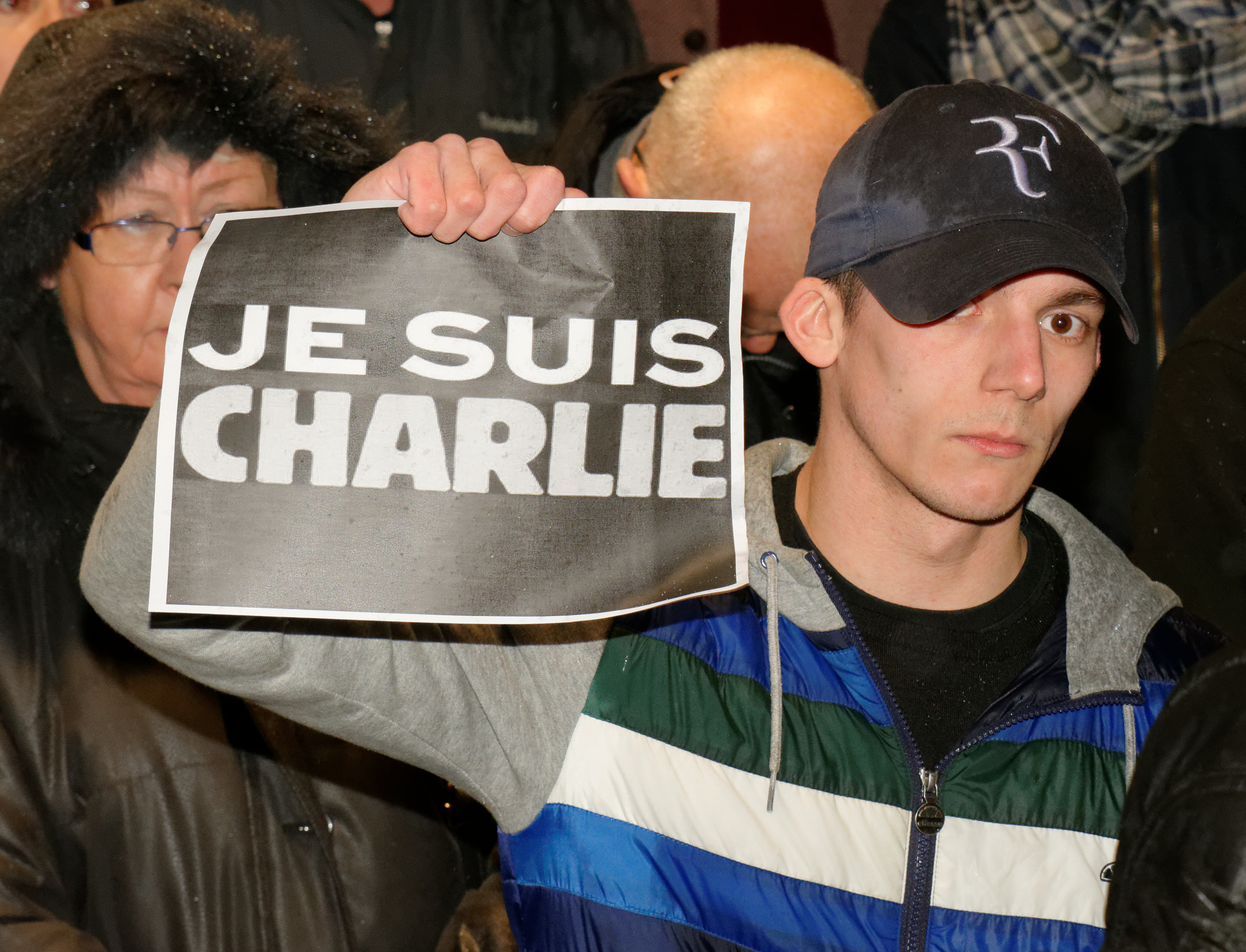

11 stycznia miał premierę odcinek serialu Simpsonowie pt. „Bart’s New Friend”, w którym przedstawiono scenę z udziałem postaci Maggie Simpson trzymającą flagę z napisem „Je suis Charlie”. Tego samego dnia miała również miejsce 71. ceremonia wręczenia Złotych Globów, na której m.in. George Clooney, Amal Clooney, Helen Mirren, Kathy Bates, Diane Kruger, Joshua Jackson i William H. Macy wykazali solidarność z zamordowanymi redaktorami nosząc przypinki ze sloganem.
12 stycznia, Charlie Hebdo przedstawiło okładkę najnowszego magazynu, który ukazał się w sprzedaży 14 stycznia – równy tydzień po ataku. Okładka przedstawia postać płaczącego Mahometa trzymającego znak „Je suis Charlie”, nad którego głową widnieje zdanie „Tout est pardonné” (tłum. „Wszystko jest wybaczone”).
Slogan spotkał się również z krytyką środowisk niepopierających rysunków Charlie Hebdo, którzy zapoczątkowali kontr-hashtag „#JeNeSuisPasCharlie” („Nie jestem Charlie”). W ich skład obok tych, którzy interpretują niektóre rysunki jako naruszające granice wolności słowa, wchodzą w głównej mierze przeciwnicy religijnych prowokacji. Jednym z hashtagów, które pojawiły się po atakach ok. 100 tysięcy razy był „#KillAllMuslims” („Zabić wszystkich muzułmanów”), co spotkało się z krytyką wszystkich środowisk.
Pojawił się również „#JeSuisAhmed” („Jestem Ahmed”), który nawiązywał do zamordowanego przez terrorystów policjanta Ahmeda Merabeta, który był muzułmaninem.

## Nawiązania

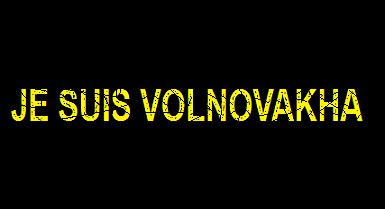
Slogan Je suis Volnovakha

13 stycznia 2015 roku (niespełna tydzień po wydarzeniach w Paryżu) doszło do ostrzału autobusu przez prorosyjskich separatystów na drodze N20 pod miejscowością Wołnowacha, w którym to zamachu terrorystycznym zginęło 12 cywilów. Tysiące Ukraińców dołączyło do akcji Я Волноваха (Jestem Wołnowacha) inspirowanej francuskim Je suis Charlie, publikując na serwisach społecznościowych swoje fotografie z tym sloganem, zapisanym także w języku francuskim: Je suis Volnovakha, bądź Je suis Volnovaha.

## Komercjalizacja hasła
W pierwszych dniach po ataku terrorystycznym wiele firm zaczęło sprzedawać różne towary z hasłem „Je suis Charlie”. Najczęściej były to T-shirty, plakaty, kubki oraz grafiki. Dodatkowo do urzędów patentowych m.in. w krajach Beneluxu, USA i Australii wpłynęły liczne wnioski o rejestrację znaków towarowych zawierających określenie „Je suis Charlie”. W samej Francji takich zgłoszeń odnotowano ponad 50. Wyjątkowość tej sytuacji skłoniła Urząd ds. Harmonizacji Rynku Wewnętrznego do wydania specjalnego komunikatu. Napisano w nim, że złożenie wniosku o rejestrację znaku towarowego „Je suis Charlie” prawdopodobnie spotka się z odmową rejestracji, ponieważ rejestracja takiego znaku byłaby sprzeczna z porządkiem publicznym lub z dobrymi obyczajami. Wskazano również, że taki znak towarowy byłby pozbawiony zdolności odróżniającej.